# Adam Lukas

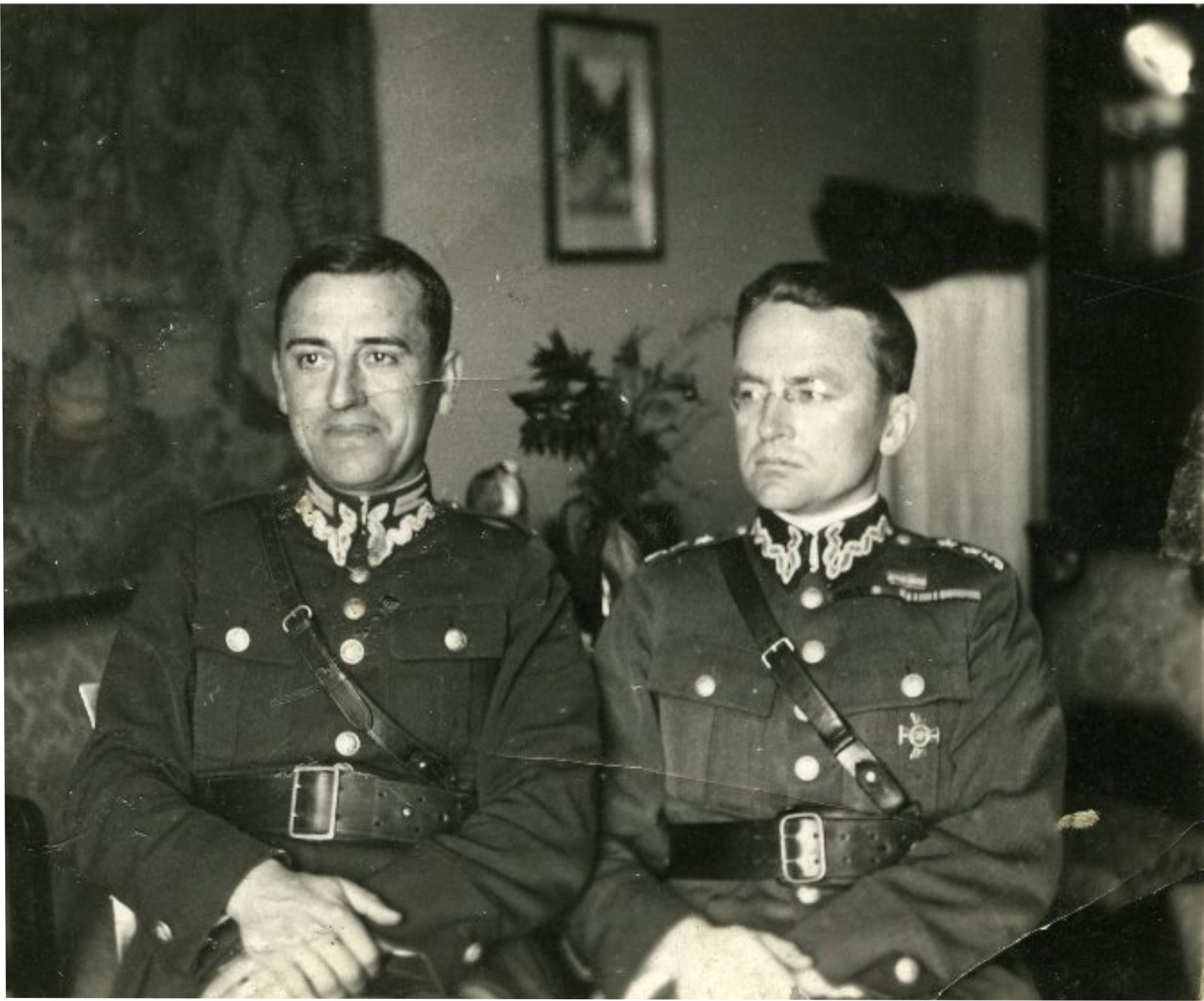
Bracia Adam i Romuald Lukas

Adam Lukas (ur. 22 listopada 1891 w Krakowie, zm. między 4 a 7 kwietnia 1940 w Katyniu) – kapitan sanitarny Wojska Polskiego, działacz niepodległościowy, ofiara zbrodni katyńskiej.

## Życiorys
Był synem Antoniego i Marii z Janickich oraz bratem Romualda (1897–1940), podporucznika taborów rezerwy Wojska Polskiego, inżyniera, również zamordowanego w Katyniu. 
Żołnierz Legionów Polskich. Przeszedł kampanię karpacką i wołyńską. Uczestniczył w wojnie polsko-bolszewickiej. Dekretem z dnia 8 sierpnia 1920 został mianowany urzędnikiem wojskowym w X randze i powołany do służby wojskowej na czas wojny aż do demobilizacji i otrzymał przydział do Ekspozytury Sekcji Opieki MSWojsk. w Krakowie.           
Po zakończeniu działań wojennych pozostał w wojsku. Był komendantem parku sanitarnego w Krakowie. 1 marca 1924 rozporządzeniem Prezydenta RP został przemianowany z urzędnika wojskowego na oficera w stopniu porucznika korpusu sanitarnego, dział sanitarno-administracyjny ze starszeństwem z dniem 1 grudnia 1920 i 1.6 lokatą. Oddziałem macierzystym Lukasa był wtedy V batalion sanitarny. W 1929 został przeniesiony służbowo z 5 Okręgowego Szefostwa Sanitarnego do 5 Szpitala Okręgowego na stanowisko oficera materiałowego. W 1932 był w stopniu porucznika (grupa oficerów administracji sanitarnej) kierownikiem kancelarii 5 Szpitala Okręgowego. Awansował do stopnia kapitana ze starszeństwem z dniem 19 marca 1938 i 4 lokatą. W marcu 1939 był dowódcą plutonu gospodarczego i pomocnikiem kierownika pracowni bakteriologicznej 5 Szpitala Okręgowego w Krakowie.         
Podczas kampanii wrześniowej wzięty do niewoli przez Sowietów. Według stanu z kwietnia 1940 był jeńcem obozu w Kozielsku. Między 3 a 5 maja 1940 przekazany do dyspozycji naczelnika smoleńskiego obwodu NKWD – lista wywózkowa bez numeru, z 1 kwietnia 1940. Został zamordowany między 4 a 7 kwietnia 1940 przez NKWD w lesie katyńskim. Nie został zidentyfikowany podczas ekshumacji prowadzonej przez Niemców w 1943. Sąd Grodzki w Krakowie postanowieniem z dnia 28 lutego 1947 uznał go za zmarłego.       
Był żonaty z Józefą z Dietrichów.
W archiwum IPN znajdują się wspomnienia siostrzenicy kapitana.

## Ordery i odznaczenia
- Krzyż Niepodległości – 15 kwietnia 1932 „za pracę w dziele odzyskania niepodległości”[14][15]
- Krzyż Walecznych
- Złoty Krzyż Zasługi – 1938 „za zasługi w służbie wojskowej”[16]
- Medal Pamiątkowy za Wojnę 1918–1921[17]
- Medal Dziesięciolecia Odzyskanej Niepodległości[17]
- Krzyż Kampanii Wrześniowej – pośmiertnie 1 stycznia 1986[18]
- Krzyż Legionowy
- Odznaka za Rany i Kontuzje

## Upamiętnienie
5 października 2007 minister obrony narodowej Aleksander Szczygło mianował go pośmiertnie na stopień majora. Awans został ogłoszony 9 listopada 2007 w Warszawie, w trakcie uroczystości „Katyń Pamiętamy – Uczcijmy Pamięć Bohaterów”.
28 kwietnia 2013 na cmentarzu w Larnace pod patronatem Ambasady Polskiej w Nikozji został zasadzony Dąb Pamięci kapitana Lukasa.